# The Best of Pantera: Far Beyond the Great Southern Cowboys’ Vulgar Hits!
The Best of Pantera: Far Beyond the Great Southern Cowboys’ Vulgar Hits! – album kompilacyjny heavymetalowego zespołu Pantera wydany w 2003 roku.
Tytuł albumu to kombinacja tytułów pięciu albumów studyjnych Pantery: Cowboys from Hell, Vulgar Display of Power, Far Beyond Driven, The Great Southern Trendkill i Reinventing the Steel. Kompilacja składa się z płyty CD zawierającej 16 utworów z poprzednich sześciu wydawnictw i płyty DVD zawierającej 10 teledysków i 2 nagrania koncertowe.

## Lista utworów

### CD

#### Wydanie amerykańskie
1. "Cowboys from Hell" – 4:06
2. "Cemetery Gates" – 7:03
3. "Mouth for War" – 3:57
4. "Walk" – 5:16
5. "This Love" – 6:34
6. "I’m Broken" – 4:24
7. "Becoming" – 3:07
8. "5 Minutes Alone" – 5:51
9. "Planet Caravan" – 4:04
10. "Drag the Waters" – 4:57
11. "Where You Come From" – 5:13
12. "Cat Scratch Fever" – 3:49
13. "Revolution Is My Name" – 5:19
14. "I'll Cast a Shadow" – 5:19
15. "Goddamn Electric" – 4:57
16. "Hole in the Sky" – 4:16

#### Wydanie europejskie
1. "Cowboys from Hell" – 4:06
2. "Domination" - 5:04
3. "Cemetery Gates" – 7:03
4. "Mouth for War" – 3:57
5. "Walk" – 5:16
6. "This Love" – 6:34
7. "Fucking Hostile" - 2:49
8. "Becoming" – 3:07
9. "I’m Broken" – 4:24
10. "5 Minutes Alone" – 5:51
11. "Planet Caravan" – 4:04
12. "Drag the Waters" – 4:57
13. "Where You Come From" – 5:13
14. "Revolution Is My Name" – 5:19
15. "Immortally Insane" – 5:12
16. "The Badge" – 3:56

### DVD
1. "Cowboys from Hell"
2. "Psycho Holiday"
3. "Cemetery Gates"
4. "Mouth for War"
5. "This Love"
6. "Walk"
7. "5 Minutes Alone"
8. "I’m Broken"
9. "Drag the Waters"
10. "Domination" (nagranie koncertowe)
11. "Primal Concrete Sledge" (nagranie koncertowe)
12. "Revolution Is My Name"